# Soil (gatunek muzyczny)
Soil (gatunek muzyczny) – został zapoczątkowany przez System of a Down. Termin Soil wziął się od pierwotnej nazwy grupy.  Jest połączeniem różnych styli a w przypadku prekursora przede wszystkim: metal, punk rock, jazz, pop a nawet ormiańskiej muzyki etnicznej. Soil jest szerokim pojęciem zarezerwowanym dla wykonawców rockowych, nie mogących się zakwalifikować pod inny gatunek.
Najbardziej znani przedstawiciele Soil to:
1. System of a Down
2. My Chemical Romance
3. The Murders
4. Seether
5. Dog Fashion Disco